# 杨义先
杨义先（1961年3月—），男，四川盐亭人，中国网络技术专家，北京邮电大学教授，博士生导师。主要研究方向为现代密码学、物联网安全、网络与信息安全、数字水印与信息隐藏、大数据和云计算安全。第八、九、十届全国政协委员，中华人民共和国教育部首批长江学者特聘教授。

## 生平
1979年9月至1983年7月，就读于电子科技大学，获学士学位。
1983年9月至1988年12月，就读于北京邮电大学，获硕士学位、博士学位。
1989年1月起，在北京邮电大学任教，1992年10月被聘为教授、1995年任北京邮电大学信息安全中心主任。
2008年任灾备技术国家工程实验室主任。

## 荣誉
- 1991年，国家级有突出贡献的中青年专家
- 1991年，首届政府特殊津贴
- 1998年，北京市十大杰出青年
- 1999年，长江学者特聘教授
- 2001年，有可能影响中国21世纪的IT青年人物[2][4]
- 2009年，国家级教学名师[5]